# Charles Pierre Victor Pajol
 (août 2019).
Charles-Pierre Victor Pajol, dit comte Pajol, né le 7 août 1812 à Paris où il est mort le 3 avril 1891, est un militaire, historien et sculpteur français.
En fonction de la Restauration jusqu'à la Troisième République, il devient général de division en 1870. Il est l'auteur de quelques monuments et se consacre à la rédaction d'ouvrages historiques à la fin de sa vie.

## Biographie

### Naissance et débuts
Né le 7 août 1812 à Paris, Charles-Pierre Victor Pajol est le fils du général de division Pierre-Claude Pajol et d'Élise Oudinot de Reggio. Il est né dans une famille de militaires : outre son père, son frère, Louis Pajol, fut lui-aussi un général français. Son grand-père maternel est par ailleurs le grand maréchal d'Empire Oudinot.
Il entre à l'école militaire de Saint-Cyr en 1830, d'où il sort sous-lieutenant (promotion du « Firmament »), avant de suivre les cours à l'École militaire de Saumur puis à l'école d'état-major. Il termine ses études en 1835. Lieutenant, il fait son stage dans le 66e régiment d'infanterie comme aide de camp pour le général de Cubrières. Il sert alors en Grèce, Turquie, Egypte, puis aux spahis d'Alger (Algérie, 1837). Il participe au combat contre les hadjoutes avant de devenir attaché à l'état-major du général Damremont. Il est à ses côtés lorsque celui est tué durant le siège de Constantine. Quelque temps après, il est nommé capitaine et chevalier de la Légion d'honneur.
En 1840, il reçoit pour mission d'aller analyser les armées anglaises, belges et hollandaises, avant de partir en Russie en 1841. Remarqué pour ses qualités, il est nommé officier d'ordonnance de Louis-Philippe en 1844. En 1845, il part avec le duc d'Aumale (Henri d'Orléans) durant l'expédition de l'Ouarsenis. Deux ans plus tard, il est chef d'escadron et aide de camp du maréchal Étienne Gérard. Il devient finalement lieutenant-colonel en 1851. 

### Guerre de Crimée
Durant la guerre de Crimée, il est nommé chef d'état major de la 1re division de cavalerie sous les ordres du général Morris et part en Turquie. En 1855, il est colonel et promu officier de la Légion d'honneur, et après la fin de la guerre, il est chef de l'état major de la cavalerie de la Garde impériale. Il part donc en guerre en Italie où il est promu au grade  de commandeur de la Légion d'honneur.

### Général et guerre de 1870

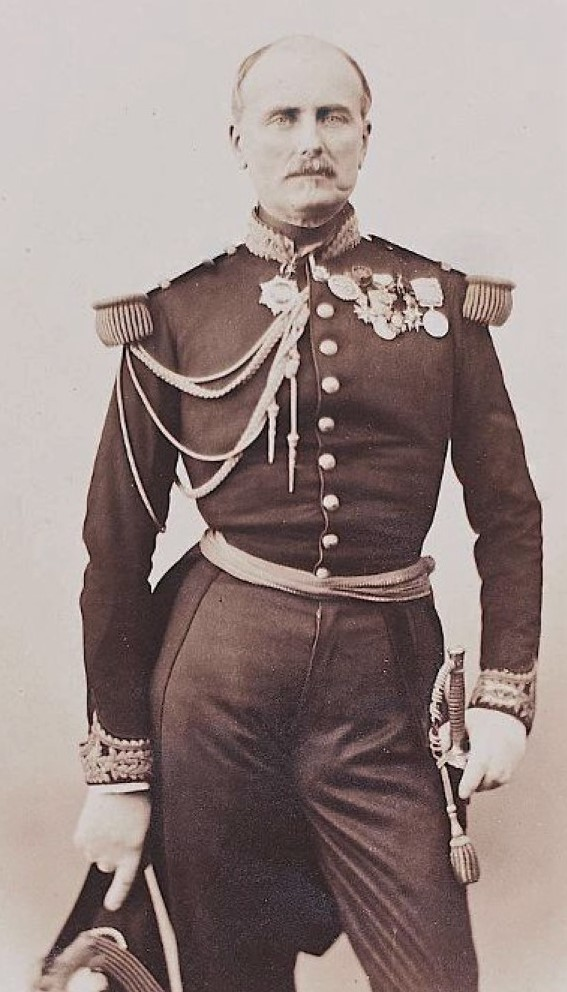
Portrait de Charles Pierre Victor Pajol par Gustave Le Gray.

En 1862, il est général de brigade et dirige les brigades au camp de Châlons. Il commande ensuite les départements de la Marne, Seine et Marne et Seine et Oise. 
En 1870, lors de la guerre franco-prussienne, il dirige une brigade de la division du général de Lorencez, appartenant au 4e corps de l'armée du Rhin (général de Lamirault). Il va participer aux différentes batailles devant Metz. Il est général de division (15 août 1870), et après la mort du général Legrand, il dirige à sa place la division de cavalerie du 4e corps d'armée. Il est fait prisonnier de guerre puis à sa libération, il dirige la 2e division de l'armée de Versailles durant la Commune de Paris.
Le 18 octobre 1873, il dirige la 4e division d'infanterie. Trop âgé, il doit se retirer en 1877.

### Sculpteur et historien

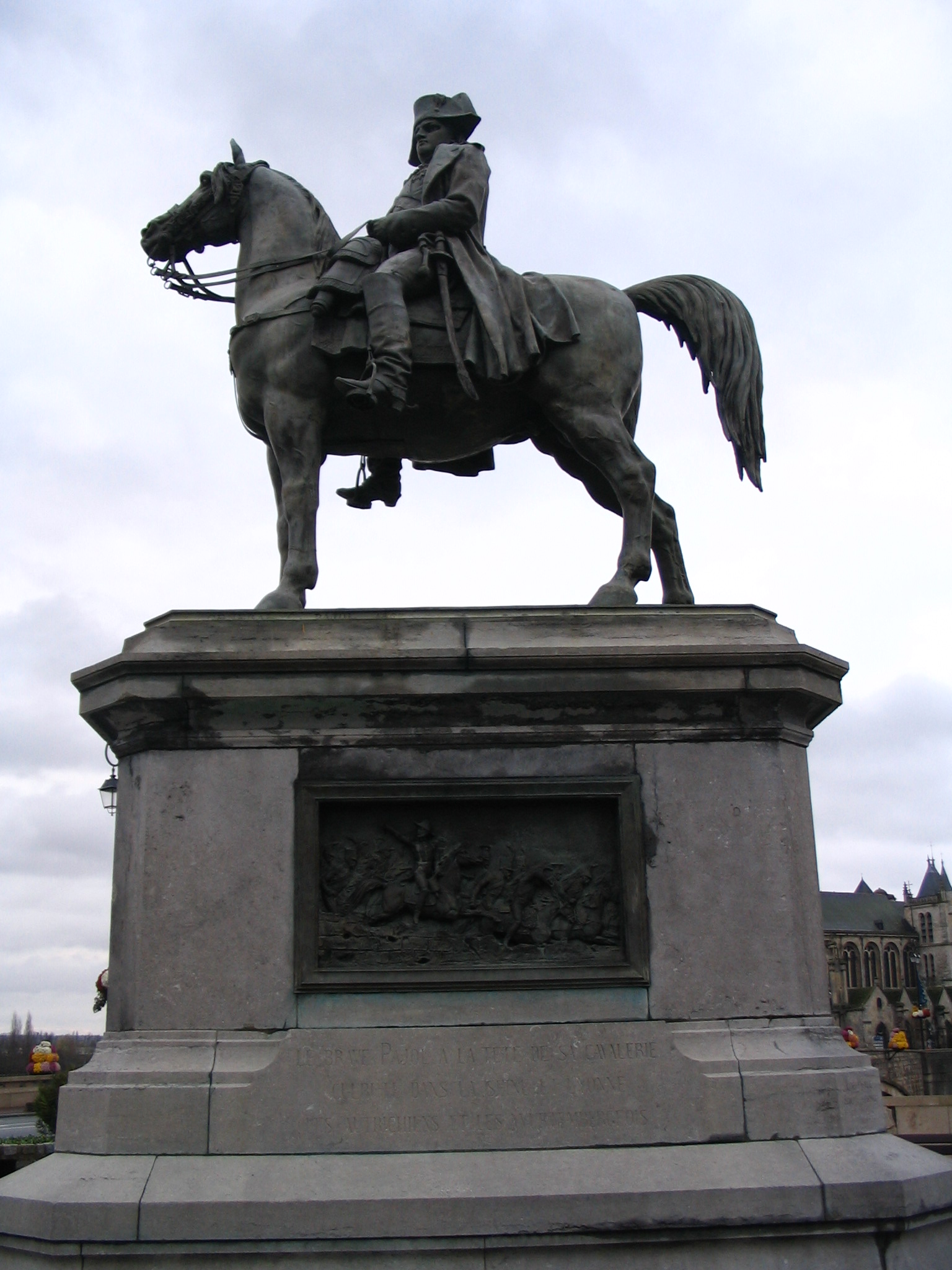
Monument à Napoléon Ier (1867), Montereau-Fault-Yonne, place de la Légion d'honneur.

Également sculpteur, Charles-Pierre Victor Pajol est notamment l'auteur du Monument au général Pajol (1864) à Besançon, d'un Monument à Napoléon Ier (1867) à Montereau-Fault-Yonne, et du Mausolée du général Pajol (1878) à Nozeroy.
Après son retrait de la vie militaire, il passe ses dernières années à écrire des ouvrages historiques parmi lesquels figurent Kléber, sa vie, sa correspondance (1877, prix Halphen de l'Académie française en 1878) et Les guerres sous Louis XV (1881). 
Il meurt le 3 avril 1891 dans le 7e arrondissement de Paris.

## Famille
En 1844, Charles-Pierre Victor Pajol se marie avec Louise-Marguerite Gédéon Zoé Bailly de Monthion (1820-1893), fille du général François Gédéon Bailly de Monthion. De cette union, naquit :
- Marie (1845-1915), mariée au capitaine Emmanuel Bocher, écrivain, pianiste, peintre et éditeur (fils d'Édouard Bocher), a eu deux filles (Mme Charles Baudon de Mony et la baronne Armand Moreau de La Rochette) ;
- Napoléon Stéphan Gédéon Pierre Marie (1848-1894), chef de bataillon et officier de la Légion d'honneur, mort sans héritier.